# Living In My City
Living In My City — трек Eiffel 65, написаний для Зимових Олімпійських Ігор 2006 року.

Трек «Living In My City» доступний лише на бонусному диску спеціального видання альбому Eiffel 65 2004 року, де трек Living In My City зустрічається під номером 15. 2006 року трек став темою для Зимових Олімпійських Ігор 2006 року в Турині. Також у 2006 її переробили учасники гурту Bloom 06 в трек «In The City», який згодом увійшов в перший альбом Bloom 06 «Crash Test 01».

## Запис пісні
Трек записано 2004 року в Турині. Записом займалися учасники Eiffel 65 Джеффрі Джей та Мауро Лобіна.

## Звучання
Living In My City це єдиний інструментальний трек Eiffel 65 без слів. У 2006 Джеффрі Джей і Мауро Лобіна на оригінальну версію Living In My City наклали текст і випустили її як In The City.
Living In My City деякими вважається останнім треком Eiffel 65, хоча все ж таки правильно вважати The World Inside My Bedroom (травень 2005), а оригінальним написаним треком, не перекладеним є Io E La Mia Stanza (2004).
Після другого альбому та «стандартного» електронного звучання Eiffel 65 вразили публіку своїми експериментальними піснями з незвичайним звучанням з третього альбому. Наприклад, Non E'Per Sempre у стилі рок-музики, ліричні La Mia Lente, Una Notte E Forse Mai Piu та Io E La Mia Stanza, Oggi з елементами електронного реггі. Після цього, здавалося б, нічим публіку не здивувати. Але Eiffel 65 пішли далі та випустили повністю інструментальний трек без слів Living In My City, що був доступний тільки на бонусному диску 2004 року.

## Популярність
В СНД, зокрема в Україні, трек, як і третій альбом Eiffel 65 «Eiffel 65» не набув популярності і не був згаданий в жодному музичному журналі чи на форумах. Аналогічна ситуація в країнах СНД: Росії, Білорусі, країнах Прибалтики, Казахстані та країнах Кавказу.
В США, Європі та в країні, звідки родом дана пісня, Living In My City також не набула широкої популярності, але була перероблена в пісню In The City, що, хоч і не дуже, але зробило трек відомим серед італійців.